# Zaliznîi Mist, Semenivka
Zaliznîi Mist (în ucraineană Залізний Міст) este un sat în comuna Mîkolaiivka din raionul Semenivka, regiunea Cernihiv, Ucraina.

## Demografie
Componența lingvistică a localității Zaliznîi Mist
     Ucraineană (50,87%)
     Rusă (49,13%)
Conform recensământului din 2001, majoritatea populației localității Zaliznîi Mist era vorbitoare de ucraineană (50,87%), existând în minoritate și vorbitori de rusă (49,13%).